# 손자 보이 텔럼
손자 보이 텔럼(1991년 5월 25일 ~)은 대한민국의 래퍼다. 2013년 싱글 앨범 [Dusk Till Dawn]으로 데뷔했다.

## 방송
- 쇼미더머니 1 (2012)
- 쇼미더머니 2 (2013)
- 쇼미더머니 3 (2014)
- 쇼미더머니 4 (2015)
- 쇼미더머니 5 (2016)
- 쇼미더머니 6 (2017)
- 쇼미더머니 777 (2018)
- 쇼미더머니 8 (2019)
- 쇼미더머니 9 (2020)
- 쇼미더머니 10 (2021)
- 쇼미더머니 11 (2022) - Top108